# 夜叉神峠
夜叉神峠（やしゃじんとうげ）は、山梨県南アルプス市にある峠。標高は1,770メートルで、日本第二位の高峰・北岳を含む白峰三山の展望ポイントとして知られており、多くのハイカーで賑わう。

## 登山道
シーズン中は路線バスが、甲府駅前から夜叉神トンネル東側にあるバス停（夜叉神峠入口）まで運行しており、他の南アルプスの山域に比べるとアプローチが容易である。バス停から峠へはカラマツの樹林帯を登る急坂が続くが通常のペースであれば1時間強で峠に辿り着ける。
夜叉神トンネル西側からも登山ルートがあるが、登山道があまりよく整備されておらず登山者は少ない。
峠からは白峰三山（北岳、間ノ岳、農鳥岳）の眺望が素晴らしく、撮影ポイントとして訪れる人も多い。

## 付近の山小屋
- 夜叉神ヒュッテ - 登山道入り口にある。
- 夜叉神峠小屋 - 峠にある。夜間は石油ランプが灯される小さな山小屋[1]。

## マイカー規制
夜叉神峠から南アルプス方面へ行く場合、登山道入口から先はマイカー規制区間となっており、許可された車両を除き自動車で先に進むことは不可能となっている。6月下旬から11月上旬までの「夏季期間」は甲府駅から登山道入口の先にある広河原まで路線バスが運行されるが、それ以外の「冬季期間」は運休となる。
冬季に夜叉神峠登山口から南アルプス方面へ行く場合、登山口の山小屋「夜叉神ヒュッテ」にある駐車場に車を止め、そこから徒歩で向かうことになる。但し夜叉神ヒュッテの駐車場は100台までで、満車になると閉鎖される。この場合10キロメートル下流側の市営芦安駐車場を利用し、徒歩で向かうか夜叉神峠登山口までタクシーで向かうことになる（市営芦安駐車場付近にタクシーの営業所がある）。

## 周辺
- 鳳凰山
- 高谷山展望台。夜叉神峠から700ｍ
- 御勅使川
- 芦安温泉
- 桃ノ木温泉